# Siklószám
A siklószám a repülőgépeknél használatos kifejezés, motor illetve a hajtómű használata nélkül – siklórepülésben – a megtett út és az elveszített magasság hányadosa. Vagy: egységnyi magasságról kezdve a siklást, a kiindulási ponttól hány egységre lehet eljutni az adott repülőgéppel. Egy átlagos képességű, 30-as siklószámú vitorlázógép például 1000 m magasságvesztéssel 30 km távolságot tehet meg. Természetesen egyéb motor nélküli repülőeszközök körében – például egy siklóernyő esetében – is használják a siklószámot a repülési képesség meghatározására.

## Példa
Az egy-, illetve kétmotoros kisrepülőgépek – amelyek alkalmasak egyszerű füves pályáról való üzemelésre – képesek kihasználni a siklószámból adódó időt, így biztonságos magasságon repülve van idő kinézni egy megfelelő terepet a kényszerleszálláshoz. A repülőgép tömege, kialakítása, szárnyainak mérete, terhelése, súlypontja, sebessége mind-mind befolyásolják a siklószámot. Extrém esetben nagyon hosszú szárnyon repülő rendkívül könnyű repülőgép akár 80 körüli siklószámra is képes lehet, de a vitorlázó repülőgépek pilótái már a 30-as siklószám értékével is nagyon boldogok. Egyes repülőgépeknek annyira rossz lehet a siklószáma – egy vagy kettő körüli –, hogy hajtóműleállás esetén arra a területre kell leszállnia a pilótának, amit maga alatt lát. Erre példa a PZL–104 Wilga típusú repülőgép.
Elméletileg, ha egy motoros repülőgép siklószáma 7-es, az azt jelenti, hogy leállt motorral/hajtóművel, 1000 méter magasságból egy 7 kilométerre lévő helyen ér földet, sík terepen, „labor” körülmények között. A siklást és a leszállást vitorlázó üzemben teszi, folyamatos süllyedésben, kizárólag a magassági kormánnyal tartva a repüléshez szükséges legkedvezőbb sebességet ill. a szárnyak állásszögét. Gyakorlatban a pilótáknak egy biztonságos kényszerleszállás során ezt az elméleti értéket sok egyéb tényezővel kell módosítaniuk, hogy eldönthessék, eljutnak-e a kiválasztott leszállóhelyre. A legfontosabb az uralkodó szél iránya és erőssége, de nagyobb tömegű gépeknél a meglévő üzemanyag, személyek és rakomány mennyisége is komoly súllyal esik számításba. A végső megközelítés során a pilótának még olyan mechanizációk (fékszárny, ívelőlap, orrsegédszárny, „futók kint”) működtetetésével is számolnia kell, amelyek akár az utolsó 60 másodpercben történnek meg. Nagyobb sebességű és repülési magasságú repülőgépeken az ilyen süllyedési számításokat még rendes megközelítés és leszállás során is számítógép, műholdas meteorológiai adatok, és időjárásradar segítik.

## Összegzés
Bármilyen adott géptípushoz – adott beállítások mellett – mindig kiszámítható egy optimális repülési sebesség, amelynél legnagyobb a siklószáma. Ennél kisebb vagy nagyobb sebességnél is romlik az arány. Vitorlázó repülőgépeknél ez a tartomány típustól függően 80–100 km/h között mozog, kisebb motoros gépnél ez már 130–180 km/h, nagyobb gépnél 250–350 km/h is lehet.
Ha nagyon nagy az indukált légellenállás, ha elégtelen a szárny mérete és alakja a sikláshoz, vagy ha túl van terhelve a repülőgép, csak igen nagy magasságvesztés árán lehet megtartani az átesés nélküli repülősebességet, viszont ebből következően a siklószám értéke is nagyon alacsony lesz. Ha a szárnyakon nem tud durván és hirtelen kiegyenlítődni az alsó és felső légréteg közötti nyomáskülönbség, az javítja a siklószámot. Erre megoldás ha a szárnyvégeken egy felfelé vagy lefelé álló plusz toldatot (winglet-et) helyeznek el. Optimális esetben viszont a szárny nagyon hosszú és a vége felé folyamatosan karcsúsodik, ezáltal gátolva meg a durva nyomáskiegyenlítődést. A vitorlázó gépeknek ezért ilyen a szárnykialakítása és ezért olyan jó a siklószámuk is. Ugyanakkor ezáltal képesek jelentős utazósebességet elérni (160–240 km/h), miközben termikről termikre utaznak, viszonylag csekély siklószám-romlás árán.
A biztonságos magasság megválasztása pedig a pilóta feladata, a gépe siklószámának ismeretében, hiszen képesnek kell lennie arra, hogy hajtóműhiba esetén ne lakott vagy alkalmatlan területen kelljen végrehajtania a kényszerleszállást.